# Episodi di 2 Broke Girls (quinta stagione)
La quinta stagione della sitcom 2 Broke Girls, composta da 22 episodi, è stata trasmessa in prima visione assoluta negli Stati Uniti d'America da CBS dal 12 novembre 2015 al 22 maggio 2016.
In Italia la stagione è stata trasmessa in prima visione da Joi, canale a pagamento della piattaforma Mediaset Premium, dal 25 marzo al 1º luglio 2016, mentre in chiaro è stata trasmessa da Italia 1 dal 2 gennaio al 1º febbraio 2017.
| nº | Titolo originale                       | Titolo italiano                       | Prima TV USA     | Prima TV Italia |
| -- | -------------------------------------- | ------------------------------------- | ---------------- | --------------- |
| 1  | And the Wrecking Ball                  | ...e la palla da demolizione          | 12 novembre 2015 | 25 marzo 2016   |
| 2  | And the Gym and Juice                  | ...e i succhi stimolanti              | 19 novembre 2015 | 25 marzo 2016   |
| 3  | And the Maybe Baby                     | ...e il "sembra un bebè"              | 26 novembre 2015 | 1º aprile 2016  |
| 4  | And the Inside-Outside Situation       | ...e le cose dette e non dette        | 10 dicembre 2015 | 1º aprile 2016  |
| 5  | And the Escape Room                    | ...e lo spirito di squadra            | 17 dicembre 2015 | 8 aprile 2016   |
| 6  | And the Not Regular Down There         | ...e l'irregolarità delle parti basse | 6 gennaio 2016   | 8 aprile 2016   |
| 7  | And the Coming Out Party               | ...e il debutto in società            | 13 gennaio 2016  | 15 aprile 2016  |
| 8  | And the Basketball Jones               | ...e l'ossessione del basket          | 20 gennaio 2016  | 15 aprile 2016  |
| 9  | And the Sax Problem                    | ...e il problema del sax              | 27 gennaio 2016  | 22 aprile 2016  |
| 10 | And The No New Friends                 | ...e la mancanza di nuovi amici       | 3 febbraio 2016  | 22 aprile 2016  |
| 11 | And the Booth Babes                    | ...e le ragazze immagine              | 10 febbraio 2016 | 29 aprile 2016  |
| 12 | And the Story Telling Show             | ...e lo show dei racconta-storie      | 18 febbraio 2016 | 29 aprile 2016  |
| 13 | And the Lost Baggage                   | ...e il bagaglio smarrito             | 25 febbraio 2016 | 6 maggio 2016   |
| 14 | And You Bet Your Ass                   | ...e "puoi scommetterci le chiappe"   | 3 marzo 2016     | 6 maggio 2016   |
| 15 | And the Great Escape                   | ...e la grande fuga                   | 10 marzo 2016    | 13 maggio 2016  |
| 16 | And the Pity Party Bus                 | ...e il party bus                     | 31 marzo 2016    | 20 maggio 2016  |
| 17 | And the Show and Don't Tell            | ...e le luci della rivolta            | 7 aprile 2016    | 27 maggio 2016  |
| 18 | And the Loophole                       | ...e la via d'uscita                  | 14 aprile 2016   | 3 giugno 2016   |
| 19 | And the Attack of the Killer Apartment | ...e l'appartamento "killer"          | 21 aprile 2016   | 10 giugno 2016  |
| 20 | And the Partnership Hits the Fan       | ...e la collaborazione finita male    | 28 aprile 2016   | 17 giugno 2016  |
| 21 | And the Ten Inches                     | ...e i trenta centimetri              | 5 maggio 2016    | 24 giugno 2016  |
| 22 | And the Big Gamble                     | ...e la grande scommessa              | 12 maggio 2016   | 1º luglio 2016  |

## ...e la palla da demolizione
- Titolo originale: And the Wrecking Ball
- Diretto da: Michael Patrick King
- Scritto da: Michael Patrick King

### Trama
Max e Caroline scoprono che presto tutte le attività nella via del loro negozio di cupcake e del diner chiuderanno perché verrà aperto un nuovo cinema IMAX. Decidono di radunare i proprietari dei vari negozi per presentarsi insieme in tribunale ma quando Han menziona la vendita delle licenze, tutti si tirano indietro. Tuttavia, grazie all'occhio attento di Max e alla prontezza di Caroline, le due riusciranno a far riconoscere il loro negozio come edificio storico ed evitarne la chiusura. Sophie nel frattempo sospetta di essere rimasta incinta.
- Totale risparmiato: 164,00 $

## ...e i succhi stimolanti
- Titolo originale: And the Gym and Juice
- Diretto da: Michael Patrick King
- Scritto da: Liz Astrof

### Trama
La doccia di Max e Caroline si rompe. Han suggerisce loro di utilizzare le docce della palestra a cui è iscritto. Mentre Caroline sfrutta al massimo la situazione, prendendo parte a moltissimi corsi, Max passa tutto il suo tempo in doccia. Decisa a recarsi lì ogni giorno, Max procura a lei e all'amica un lavoro al bar che vende frullati dietetici. A causa di alcune false voci messe in giro da due donne, invidiose del rapporto nato tra Caroline e l'istruttore di yoga, le due combinano un pasticcio che le farà licenziare. Nel frattempo Oleg e Sophie si preparano per diventare genitori.
- Totale risparmiato: 264,00 $

## ...e il "sembra un bebè"
- Titolo originale: And the Maybe Baby
- Diretto da: Jason Reilly
- Scritto da: Michelle Nader

### Trama
Mentre sono al negozio, Max e Caroline rivedono Andy. Il ragazzo annuncia loro che si sta per sposare. Caroline, su due piedi, decide che saranno lei e Max a preparare la torta nuziale ma dovrà confrontarsi con i suoi sentimenti.
- Guest star: Ryan Hansen
- Totale risparmiato: 215,00 $

## ...e le cose dette e non dette
- Titolo originale: And the Inside-Outside Situation
- Diretto da: David Trainer
- Scritto da: Justin Sayre

### Trama
Un cliente del negozio di cupcake fraintende le parole di Max e Caroline e per questo comincia una protesta, insieme ad altri membri della comunità LGBT, nei confronti delle due. Questa protesta attira l'attenzione di un'associazione omofoba che decide di premiarle. Nonostante siano tentate di accettare i soldi, le ragazze compiono un gesto che farà loro ottenere le scuse da parte della comunità LGBT.
- Totale risparmiato: 110,00 $

## ...e lo spirito di squadra
- Titolo originale: And the Escape Room
- Diretto da: David Trainer
- Scritto da: Patrick Walsh

### Trama
Caroline scopre che Max, da quando hanno cominciato a vivere insieme, le ha fatto pagare ogni mese 25 dollari in più di affitto. Delusa dal comportamento dell'amica inizia a mettere in dubbio tutto il rapporto che le due hanno costruito in 4 anni. Anche al diner le cose non sembrano andare per il meglio. Han, date le recensioni molto negative riguardo allo staff che ha letto su internet, decide di portare tutto il personale in una "escape room", che prevede che le persone vengano chiuse in una stanza e dovranno cercare di uscirne solo collaborando. L'esperimento è un fiasco per quanto riguarda lo staff del diner, ma si rivela invece un successo per Max e Caroline che riescono a chiarirsi. 
- Totale risparmiato: 170,00 $

## ...e l'irregolarità delle parti basse
- Titolo originale: And the Not Regular Down There
- Diretto da: Katy Garretson
- Scritto da: Rachel Sweet

### Trama
Max comincia a frequentare Owen, un uomo completamente diverso rispetto a quelli da lei frequentati in precedenza. Owen infatti vuole conoscerla prima di andare a letto con lei. Max allora si apre con lui e lui le confessa un imbarazzante problema. Quando Max lo dice a Caroline, a sua insaputa, tutto lo staff del diner è in ascolto. All'arrivo di Owen, l'uomo riceve delle frecciatine e capisce che Max ha confessato il suo segreto e la pianta. Nel mentre, Sophie chiede supporto alle ragazze perché teme di essere sterile.
- Guest star: Dink O'Neal, Steve Talley
- Totale risparmiato: 140,00 $

## ...e il debutto in società
- Titolo originale: And the Coming Out Party
- Diretto da: Michael Patrick King
- Scritto da: Liz Feldman

### Trama
La nonna di Caroline si risveglia dopo 4 anni da un terribile coma senza sapere nulla dello scandalo Ponzi. Il maggiordomo suggerisce a Caroline di organizzare un pranzo per comunicarle la notizia. Max, Sophie e lo staff del diner decidono di travestirsi da servitù e aiutare Caroline. In seguito, Han si rende conto di quanto duramente la sua squadra lavori ogni giorno e decide di dare un aumento a tutti.
- Guest star: Judith Roberts
- Totale risparmiato: 140,00 $

## ...e l'ossessione del basket
- Titolo originale: And the Basketball Jones
- Diretto da: Katy Garretson
- Scritto da: Morgan Murphy

### Trama
Il cugino di Oleg giunge in città per comunicargli di essere stato preso in una squadra di basket, portandogli anche dei biglietti per assistere alla sua prima partita. Oleg li cede a Max che invita Caroline. I posti sono però in un'ultima fila e Caroline non riesce proprio ad accettarlo. Quando una coppia, seduta in prima fila, se ne va dopo una lite, le ragazze vi si fiondano ma Max finisce per rovesciare la sua birra in campo.

## ...e il problema del sax
- Titolo originale: And the Sax Problem
- Diretto da: John Riggi
- Scritto da: Charles Brottmiller

### Trama
La vecchia jazz band di Earl viene chiamata a suonare in un locale ma Earl non viene invitato. Il tutto perché la proprietaria del club è una sua ex del passato, ancora arrabbiata per un tradimento di lui. Max e Caroline decidono di andare a parlarle perché sanno quanto Earl ami la musica. Iniziano quindi a pensare a cosa loro amano per davvero.
- Guest star: Jackée Harry
- Totale risparmiato: 80,00 $

## ...e la mancanza di nuovi amici
- Titolo originale: And The No New Friends
- Diretto da: Anthony Rich
- Scritto da: Rob Sheridan

### Trama
Max incontra una sua vecchia amica e Caroline si rende conto di non aver stretto alcun nuovo legame da quando è povera. Dopo aver risposto male ad una cliente del diner riceve un invito, da parte di altre due clienti, ad un ritiro per il weekend e Caroline decide di portare Max. Presto però, le due si rendono conto di essere finite in una setta che sta provando a farle separare.
- Guest star: Diona Reasonover
- Totale risparmiato: 80,00 $

## ...e le ragazze immagine
- Titolo originale: And the Booth Babes
- Diretto da: Joel Murray
- Scritto da: Rachel Lind e David Shecter

### Trama
Max e Caroline partecipano ad una covention di videogiochi. Lì scoprono che un cliente del diner si è ispirato a loro per creare dei personaggi di un videogioco da lui progettato. Decidono di posare, quindi, insieme a dei fan in cambio di soldi e di un iPad. Proprio durante il meeting, Han irrompe poiché inseguito da una ragazza conosciuta su internet. 
- Totale risparmiato: 390,00 $

## ...e lo show dei racconta-storie
- Titolo originale: And the Story Telling Show
- Diretto da: Tom Stern
- Scritto da: Morgan Murphy

### Trama
Un cliente del diner invita Caroline ad un appuntamento portandola però ad uno spettacolo in cui la gente racconta la propria tragica storia. Durante una discussione post spettacolo tra Caroline e il ragazzo, un uomo le suggerisce di raccontare la sua storia. Una volta completata la stesura del racconto, Caroline si presenta al locale ricevendo una standing ovation. Tra il pubblico è presente un'impiegata della Warner Bros. che le propone di fare un viaggio a Los Angeles in modo da discutere per poter trasformare la sua storia in un film.
- Guest star: Barret Swatek, Miles Fisher, Eric Price
- Totale risparmiato: 390,00 $

## ...e il bagaglio smarrito
- Titolo originale: And the Lost Baggage
- Diretto da: James Burrows
- Scritto da: Michael Patrick King

### Trama
Le ragazze arrivano a Los Angeles e Max conosce Randy, un avvocato, per il quale si prende una cotta. Il giorno seguente si recano all'appuntamento con Perry Tyler, il produttore interessato alla storia di Caroline, ma non vengono ricevute. Non appena l'uomo esce dall'ufficio, Max lo aggredisce facendogli cambiare idea sul film. Caroline si deprime e Max tenta di correre ai ripari scusandosi con Perry. È però l'intervento di Randy, che si scopre essere l'avvocato di Perry, a convincerlo a dar loro una seconda chance. Mentre stanno per uscire a festeggiare la notizia, Sophie le raggiunge in quanto è decisa a recarsi da una guaritrice per riuscire a restare incinta.
- Guest star: Barret Swatek, Chris Williams, Alec Mapa, Wesley Mann
- Totale risparmiato: 390,00 $

## ...e "puoi scommetterci le chiappe"
- Titolo originale: And You Bet Your Ass
- Diretto da: James Burrows
- Scritto da: Liz Astrof e Michelle Nader

### Trama
Caroline incontra gli sceneggiatori del film ispirato alla sua storia che le comunicano che Jennifer Lawrence è interessata al ruolo a patto che non ci sia un'altra protagonista femminile, perciò il personaggio di Max verrebbe escluso. In un primo momento, Caroline si sente combattuta ma alla fine decide di portare Max ad una seconda riunione dato che la loro amicizia è, per lei, più importante di qualunque cosa. Max nel frattempo si gode la sua storia con Randy e le uscite con Sophie.
- Guet star: George Hamilton, Alison Rich, Skyler Stone
- Totale risparmiato: 390,00 $

## ...e la grande fuga
- Titolo originale: And the Great Escape
- Diretto da: John Riggi
- Scritto da: Liz Feldman

### Trama
Randy deve assentarsi per qualche giorno e Max si offre per badare al suo cane. Caroline nel frattempo si prepara all'incontro con Jennifer Lawrence per discutere del film. Mentre sono a casa di Randy, arriva una terribile notizia: un serial killer cannibale è a piede libero nella zona perciò è necessario chiudersi in casa. Caroline lascia inavvertitamente la porta aperta e il cane di Randy fugge. Le ragazze escono a cercarlo e hanno un incontro ravvicinato col killer, che si rivela essere il vicino di casa di Randy.
- Totale risparmiato: 390,00 $

## ...e il party bus
- Titolo originale: And the Pity Party Bus
- Diretto da: Don Scardino
- Scritto da: Rachel Sweet

### Trama
Max e Caroline sono giunte alla fine della loro avventura californiana. Pronte a rientrare a New York, rimangono sconvolte quando Randy lascia improvvisamente Max (attraverso il suo terapista) senza alcuna spiegazione. Caroline e Sophie per consolarla affittano un party bus. Prima di arrivare in aeroporto vanno dalla guaritrice a cui Sophie si è rivolta per restare incinta. Tornate tutte e tre a New York brindano assieme allo staff del diner per festeggiare la gravidanza di Sophie, che è incinta già di tre mesi.
- Guest star: John Michael Higgins, Deborah Theaker
- Totale risparmiato: 90,00 $

## ...e le luci della rivolta
- Titolo originale: And the Show and Don't Tell
- Diretto da: Don Scardino
- Scritto da: Patrick Walsh

### Trama
Max e Caroline, tornate da Los Angeles, decidono di andare a trovare Martin in prigione che oltretutto ha scritto e diretto un musical. A spettacolo finito, le ragazze gli comunicano che desiderano usare i soldi ottenuti grazie ai diritti per il film per trasformare la loro attività in un bar pasticceria (consistente nella vendita di cupcake imbevuti d'alcool). Martin non è però d'accordo in quanto ritiene che il posto della figlia sia nell'alta finanza; cerca allora di seminare zizzania tra le due.
- Guest star: Steven Weber
- Totale risparmiato: 72,00 $

## ...e la via d'uscita
- Titolo originale: And the Loophole
- Diretto da: Don Scardino
- Scritto da: Justin Sayre

### Trama
Han si offre di aiutare Max e Caroline nella ricerca di un nuovo posto in cui aprire il loro bar pasticceria. Nel frattempo Randy arriva in città e Max, che ancora non l'ha dimenticato, si ritrova a compilare una lista di pro e contro per capire se vuole tornarci assieme. 
- Totale risparmiato: 250072,00 $

## ...e l'appartamento "killer"
- Titolo originale: And the Attack of the Killer Apartment
- Diretto da: Kathleen Marshall
- Scritto da: Charles Brottmiller

### Trama
Randy, mentre è nell'appartamento delle ragazze, si ferisce ad un piede con un chiodo che sbuca dal pavimento. Decide allora di chiamare il padrone di casa per lamentarsi del danno, non sapendo però che Max e Caroline sono in subaffitto illegale.
- Totale risparmiato: 250072,00 $

## ...e la collaborazione finita male
- Titolo originale: And the Partnership Hits the Fan
- Diretto da: Katy Garretson
- Scritto da: Rob Sheridan

### Trama
Un prestigioso studio legale di Manhattan offre a Randy un lavoro. L'uomo decide di portare Max ad una cena, a cui i suoi futuri soci lo hanno invitato, in un ristorante le cui portate sono tutte a base di volatili. Max si sente male e fugge via e confida a Caroline che teme di non essere abbastanza per Randy. Nel frattempo Oleg e Sophie vogliono scegliere i futuri padrino e madrina del nascituro e si rendono conto che la scelta migliore sono proprio Max e Caroline.
- Totale risparmiato: 250072,00 $

## ...e i trenta centimetri
- Titolo originale: And the Ten Inches
- Diretto da: Katy Garretson
- Scritto da: Liz Feldman

### Trama
Max e Caroline scoprono che il progetto per il bar pasticceria è sbagliato e perciò avranno a disposizione troppo poco spazio. Decidono quindi di chiedere ai proprietari della pizzeria accanto di poter abbattere il muro e affittare il loro ufficio in modo da avere più spazio a disposizione. In cambio però dovranno recarsi ad una rimpatriata con gli ex compagni di classe dei proprietari.
- Totale risparmiato: 31000,00 $

## ...e la grande scommessa
- Titolo originale: And the Big Gamble
- Diretto da: Michael Patrick King
- Scritto da: Michelle Nader e Liz Astrof

### Trama
Le ragazze, una volta pagati tutti i lavori per la costruzione del bar pasticceria, si ritrovano un avanzo di una cospicua somma di denaro. Caroline pensa che la cosa migliore sia quella di metterli da parte per fronteggiare dei possibili futuri imprevisti. Poco dopo, si scopre che Han ha un debito di trentamila dollari a causa di alcune scommesse sul tennis femminile. Max e Caroline, che iniziano a temere per l'incolumità di Han, decidono di prestargli la cifra necessaria sacrificando quindi tutto il "fondo imprevisti"; in cambio però chiedono ad Han di diventare co-proprietarie del diner. Randy non prende bene la notizia, in quanto Max non lo ha consultato, e decide di lasciarla tornandosene a Los Angeles.
- Totale risparmiato: 1000,00 $